# Coupvent Point
Der Coupvent Point (französisch Roche Coupvent) ist eine Landspitze mit vorgelagerten Felsen im Norden der Antarktischen Halbinsel. Sie erstreckt sich 8 km südwestlich der Lafarge Rocks an der Küste der Trinity-Halbinsel nach Norden in die Bransfieldstraße.
Die Benennung geht auf den französischen Seefahrer und Polarforscher Jules Dumont d’Urville bei der Dritten Französischen Antarktisexpedition (1837–1840) zurück. Namensgeber ist der spätere Admiral Auguste Élie Aimé Coupvent-Desbois (1814–1892), Offizier an Bord der Zélée und später der Astrolabe bei dieser Forschungsreise. Das UK Antarctic Place-Names Committee überführte die Benennung am 12. Februar 1964 unter Berücksichtigung der eigentlichen Natur dieses geografischen Objekts ins Englische.